# Sony Channel (亞洲)
索尼台是以傾向女性娛樂為主，專門播映荷里活熱門節目的新加坡电视頻道。索尼台提供劇集、喜劇、時尚生活及實境節目、電影。与Sony channel从2019年6月1日起Sony channel已停播取代在AXN继续观赏

## 影集

### 結束更新
- 辣手藏家（英语：The Art of More）
- 順其自然（英语：Casual (TV series)）
- 芝加哥醫情
- 黑色代碼
- 閨蜜離婚指南（英语：Girlfriends' Guide to Divorce）
- 老媽闖入電視台
- 醫者有情人
- 逍遙法外
- 處女情緣
- 律政風雲犯罪實錄：梅南德斯謀殺案（英语：Law & Order True Crime）
- 國務卿夫人
- 稚氣爸爸（英语：Marlon (TV series)）
- 鄉謠天后鬥
- 醜聞
- 爆笑超市
- 年輕一代
- 壞法官（英语：Bad Judge）
- 少男老爸
- 法證伊人
- 卡米高一家（英语：The Carmichael Show）
- 芝加哥正義
- 定罪（英语：Conviction (2016 TV series)）
- 擠迫之家（英语：Crowded (TV series)）
- Damages
- 靚太一族
- 肯醫師
- 靚模上錯身
- 靈感應
- 消聲匿跡（英语：Gone (TV series)）
- 法妻
- Hidden Palms（英语：Hidden Palms）
- 罪逆判官
- 愛在曼哈頓（英语：Manhattan Love Story）
- 心靈厲人
- 暗夜仁心（亦稱：夜班醫生）
- 怪媽闖蕩記（英语：Odd Mom Out）
- 非親家庭（英语：Playing House (TV series)）
- 性滿意足
- Sex and the City
- Sherlock
- 國務危情
- 狼少年（亦稱：少年狼）
- 實話實說（英语：Truth Be Told (TV series)）
- 外星密語（英语：The Whispers (TV series)）